# Diagramme de Lexis
 (août 2013).
La forme ressemble trop à un extrait de cours et nécessite une réécriture afin de correspondre aux standards de Wikipédia.
Le diagramme de Lexis est un outil, utilisé essentiellement en démographie et en actuariat, qui permet de localiser, sur une figure à deux axes, des événements (naissances, décès...) et des effectifs de population en fonction du temps (âge, période, génération).

## Origine
Le nom du diagramme désigne Wilhelm Lexis, mais il y a tout lieu de penser que ce diagramme est un bon exemple de la loi de Stigler. En effet, il ne porte pas le nom de son inventeur, sa paternité devant plutôt être attribuée à Brasche (cf. les liens externes ci-après).

## Caractéristiques
Sur le diagramme de Lexis, l’axe horizontal est dévolu au temps et l’axe vertical, à l’âge. Pour repérer un événement sur ce diagramme, il suffit donc d’en connaitre les coordonnées en termes de date et d’âge. Par exemple, soit à localiser un décès survenu le 30/06/2005 pour un individu âgé à 2 ans exacts (= le jour de son 2e anniversaire). Le point d’intersection des droites issues des deux coordonnées donne la localisation de ce décès sur le diagramme (cf. point a sur la figure 1).
|  |  |

L’individu en question était né juste 2 ans avant son décès, soit le 30/06/2003. Cette date de naissance peut servir de 3e coordonnée. En reliant cette date localisée sur l’axe horizontal au point du décès, on trace une oblique appelée « ligne de vie », qui indique l’évolution de l’âge de l’individu en fonction du moment (cf. figure 2).
En définitive, la 3e coordonnée se traduit par une oblique inclinée à 45 degrés issue de la date de naissance. Cette 3e coordonnée peut remplacer une des 2 autres pour opérer une localisation sur le diagramme. Ainsi, le décès localisé au point a sur la figure correspond aussi aux couples coordonnées suivantes (cf. figure 2) :
- décès à 2 ans exact d’un individu né le 30/06/2003
- décès survenu le 30/06/2005 d’un individu né le 30/06/2003.

Généralement, pour faciliter son utilisation, le diagramme de Lexis est complété par des séries de droites (cf. figure 3) :
- des horizontales correspondant aux âges exacts entiers ;
- des verticales délimitant les années ;
- des obliques délimitant les générations.

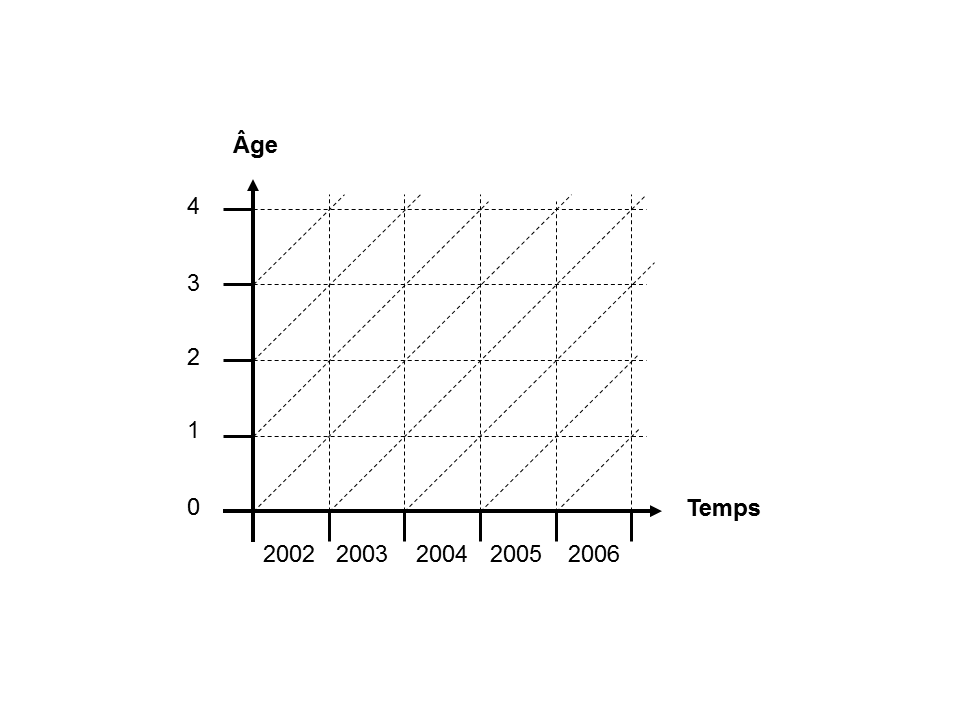
Figure 3. Un diagramme de Lexis "muet"

Les 3 coordonnées se déclinent en deux versions : une version ponctuelle et une autre d’intervalle. Ainsi, selon les circonstances, la coordonnée en relation avec le moment de survenance de l’événement s’utilisera sous forme de date (coordonnée ponctuelle) ou d’année (coordonnée d’intervalle). Pour l’âge, il s’agit d’un âge exact (coordonnée ponctuelle) ou d’un âge révolu, soit âge au dernier anniversaire (coordonnée d’intervalle) et finalement, pour la coordonnée en relation avec la naissance, il s’agit de la date (coordonnée ponctuelle) ou de l’année de naissance (coordonnée d’intervalle).
Sur le diagramme de Lexis, une coordonnée ponctuelle se traduit par une ligne (cf. figure 2) alors qu’une coordonnée d’intervalle se traduit par un couloir. Ainsi sur la figure 4, le couloir horizontal de l’âge 1 an révolu a été mis en évidence : tout événement survenu à 1 an révolu doit se localiser dans ce couloir.
|  |  |

Sur la figure 5, c’est le couloir vertical de l’année 2004 qui est mis en évidence : tout événement survenu en 2004 doit se localiser dans ce couloir.

Sur la figure 6, c’est le couloir oblique de la génération 2003 (soit les individus nés en 2003) qui est mis en évidence : tout événement survenu pour des individus nés en 2003 doit se localiser dans ce couloir.
|  |  |

C’est à l’aide de l’ensemble de ces coordonnées que les démographes localisent les données utilisées pour opérer le calcul d'indices. En gros, il s’agit :
- d’effectifs de population, localisés selon leurs caractéristiques sur des segments soit verticaux, soit horizontaux ;
- des ensembles d’événements, localisés selon leurs caractéristiques dans des surfaces (carrés, parallélogrammes ou triangles).

Par exemple, le segment orange de la figure 7, intersection entre le couloir de 1 an révolu et de la date du 31/12/2003, montre la localisation de l’effectif des individus âgés de 1 an révolu en date du 31/12/2003. En suivant les obliques, le diagramme nous montre que cet effectif peut aussi se dénommer « effectif de la génération 2002 en date du 31/12/2003 ».

Le segment orange sur la figure 8, intersection entre l’horizontale à 2 ans exacts et le couloir vertical de l’année 2004, montre la localisation de l’effectif des individus ayant fêté leur 2e anniversaire en 2004, ou, en suivant les oblique, l’effectif de la génération 2002 à 2 ans exacts.
|  |  |

Avec la figure 9, on passe aux événements affectant les individus, comme le décès. Les ensembles d’événements se localisent dans des surfaces. Ainsi, le carré de la figure 9 montre la localisation des décès survenus en 2005 pour des individus âgés de 1 an révolu. Ce carré est l’intersection du couloir vertical de l’année 2005 et du couloir horizontal de l’âge 1 an révolu.

Le parallélogramme de la figure 10 montre la localisation des décès survenus à 1 an révolu parmi les individus de la génération 2003. Il résulte de l’intersection entre couloir oblique de la génération 2003 et du couloir horizontal de l’âge 1 an révolu.
|  |  |

Le parallélogramme de la figure 11, intersection des couloirs oblique de la génération 2003 et vertical de l’année 2005, indique la localisation des décès survenus en 2005 parmi les individus de la génération 2003.
Dernier exemple : le triangle de la figure 12 montre un exemple de triple classement des décès : ce triangle regroupe les décès survenus à 1 an révolu en 2005 pour des individus nés en 2003 et correspond à l’intersection de 3 couloirs.

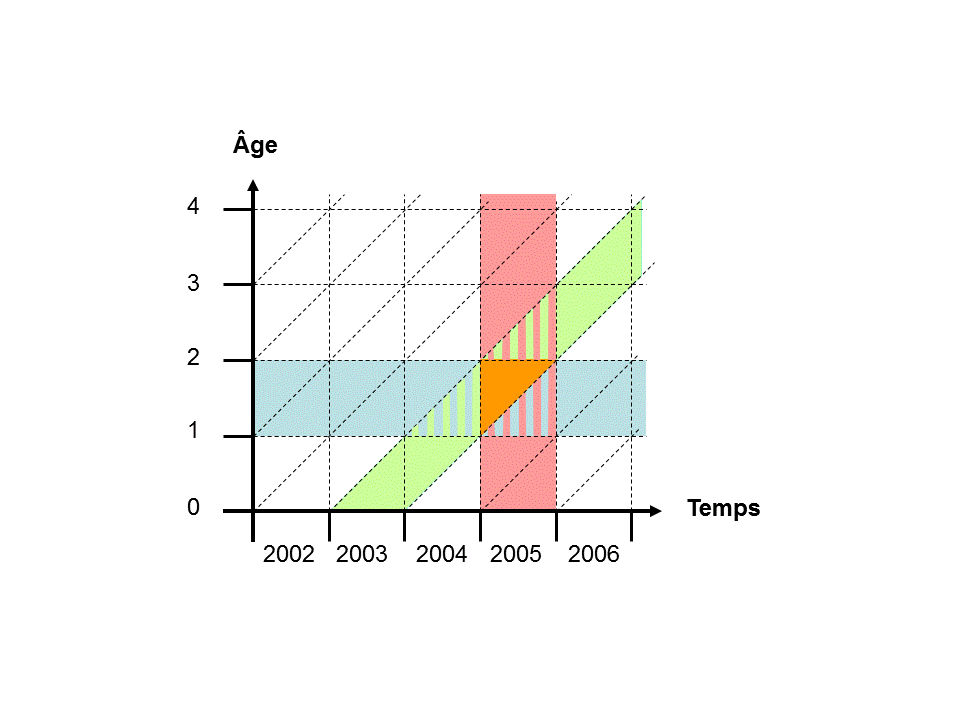
Figure 12. Les événements à un âge révolu durant une année dans une génération